# Lewis Morris (Politiker, 1753)
Lewis Morris Jr. (* 1753 in der Bronx, Provinz New York; † 22. November 1824 ebenda) war ein US-amerikanischer Politiker. Zwischen 1794 und 1796 war er Vizegouverneur des Bundesstaates South Carolina.

## Werdegang
Lewis Morris war der Sohn des gleichnamigen Lewis Morris (1726–1798), der ein Landbesitzer und Mitglied des Kontinentalkongresses war.  Im Jahr 1774 absolvierte er das College of New Jersey, die heutige Princeton University. Während des Unabhängigkeitskrieges diente er unter anderem als Oberstleutnant im Stab von General Nathanael Greene. Als dieser 1780 nach South Carolina beordert wurde, folgte ihm Morris in den Süden. Nach dem Ende des Krieges blieb er in South Carolina. 1783 heiratete er Ann Elliott aus Charleston.
In seiner neuen Heimat schlug Morris eine politische Laufbahn ein. Im Jahr 1788 nahm er als Delegierter an der Versammlung teil, die die Verfassung der Vereinigten Staaten für South Carolina ratifizierte. Zwei Jahre später war er auch auf einem Verfassungskonvent von South Carolina. Zwischen 1789 und 1801 war er insgesamt fünf Mal Mitglied der South Carolina General Assembly. Es wird in den Quellen aber nicht erwähnt, welcher der beiden Kammern er angehörte. 1794 wurde Morris von der Staatslegislative an der Seite von Arnoldus Vanderhorst zum Vizegouverneur von South Carolina gewählt. Dieses Amt bekleidete er zwischen dem 17. Dezember 1794 und dem 8. Dezember 1796. Dabei war er Stellvertreter des Gouverneurs. Nach seiner Zeit als Vizegouverneur ist er politisch nicht mehr in Erscheinung getreten. Er starb am 22. November 1824 auf dem Familienanwesen in der Bronx und wurde in Charleston beigesetzt.